# KooKoo (album Debbie Harry)
KooKoo – pierwszy solowy album amerykańskiej piosenkarki Debbie Harry, wydany 27 lipca 1981 roku przez Chrysalis Records. Producentami byli Nile Rodgers oraz Bernard Edwards. Okładkę albumu zaprojektował H.R. Giger. 

## Okładka
W 1980 roku Chris Stein i Debbie Harry spotkali Hansa Rudolfa Gigera w Nowym Jorku na przyjęciu z okrazji zdobycia Oscara za film Obcy – ósmy pasażer Nostromo. Zaproponoawli mu zaprojektowanie okładki na pierwszy solowy album Harry. Szwajcarki artysta był „zadowolony, że może stworzyć coś dla tak atrakcyjnej kobiety”.
Jako że H.R. Giger niedawno przechodził akupunkturę, wpadł na pomysł użycia na okładce twarzy Harry oraz czterech igieł, które miały symbolizować cztery żywioły. Para miała od razu zaakceptować ten pomysł.

## Spis utworów
Strona A:
1. „Jump Jump” (Deborah Harry, Chris Stein) – 4:04
2. „The Jam Was Moving” (Bernard Edwards, Nile Rodgers) – 2:59
3. „Chrome” (Harry, Stein) – 4:17
4. „Surrender” (Edwards, Rodgers) – 3:37
5. „Inner City Spillover” (Harry, Stein) – 5:04

Strona B:
1. „Backfired” (Edwards, Rodgers) – 4:54
2. „Now I Know You Know” (Edwards, Rodgers) – 5:39
3. „Under Arrest” (Edwards, Harry, Rodgers, Stein) – 3:03
4. „Military Rap” (Harry, Stein) – 3:51
5. „Oasis” (Edwards, Harry, Rodgers, Stein) – 4:59

Bonusy na CD Re-Issue UK 1994
- „Backfired” 12" Mix – 6:23
- „The Jam Was Moving” 12" Mix – 5:03

Bonusy na CD Re-Issue US 1999
- "Backfired” 12" Mix – 6:23

Bonusy na CD Re-Issue 2011
- „Backfired” 12" Mix – 6:23
- „The Jam Was Moving” 12" Mix – 5:03
- „Inner City Spillover” 12" Mix – 5:58

Bonusy na Vinyl Re-Issue 2023
Strona A:
1. „Backfired" Wersja rozszerzona
2. „The Jam Was Moving" Wersja rozszerzona
3. „Inner City Spillover" Wersja rozszerzona

Strona B:
1. „Backfired” Bruce Forrest & Frank Heller Remix
2. „The Jam Was Moving” Chris Stein & Debbie Harry Remix

## Odbiór
David Jeffries z AllMusic ocenił album na 1,5/5. Stwierdził, że połączenie Debbie Harry i  Chrisa Steina z Nilem Rodgersem i Bernardem Edwardsem wydaje się  dobrym pomysłem, a w połączeniu z oszałamiającą okładkę H.R. Gigera album powinien być sukcesem. Stwierdza jednak, że zapomniano o piosenkach, a surowy przekaz Harry na tle funky brzmi wymuszenie, natomiast teksty są niezdarne i ograniczone. Niewiele wyżej album ocenił Rolling Stone, na łamach którego recenzujący Dawid Fricke postanowił dać KooKoo ocenę 2/5. Stwierdził jednak, że wina leży głównie po stronie Nile'a Rodgersa i Bernarda Edwardsa, którzy nie łamią zasad. Stwierdził, że płyta mimo wad pozostaje godnym eksperymentem w alterowanych stanach funkowych. Robert Christgau dał ocenę B- i stwierdził, że album brzmi niezdarnie. Allan Sculley w swojej recenzji dla The Daily Egiptian stwierdził, że „wątpliwa jakość” albumu nie powinna być zaskoczeniem, ponieważ już Autoamerican „było żałosne”. Ocenił także, że w albumach Blondie, Plastic Letters i Parallel Lines muzycy wyznaczali trendy, teraz natomiast nimi podażąją.
Mimo wielu niepochlebnych opinii, KooKoo otrzymała złoto w Kanadzie oraz Stanach Zjednoczonych, a także srebro w Wielkiej Brytanii.
| Kraj              | Organizacja                               | Certyfikat | Wymagany próg sprzedaży |        |
| ----------------- | ----------------------------------------- | ---------- | ----------------------- | ------ |
| Kanada            | Music Canada                              | Złoto      | 50 000+                 | [ 11 ] |
| Wielka Brytania   | British Phonographic Industry             | Srebro     | 60 000+                 | [ 12 ] |
| Stany Zjednoczone | Recording Industry Association of America | Złoto      | 500 000+                | [ 13 ] |